# Galatsádes
Galatsádes, en grec moderne : Γαλατσάδες, est un village du dème d’Histiée-Edipsós, sur l'île d'Eubée, en Grèce. Il est situé à une altitude de 469 m et à une distance de 9,5 km d’Istiaía.
Selon le recensement de 2011, la population de Galatsádes compte 58 habitants.